# Klub Sportowy Kupczyk
Lo Stowarzyszenie Kultury Fizycznej Klub Sportowy Kupczyk, noto semplicemente come Klub Sportowy Kupczyk oppure Kupczyk Kraków, è un club polacco di calcio a 5 con sede a Cracovia.

## Storia
Il club è stato fondato nel 2001 e si è iscritto alla terza lega polacca, nel 2002 ha guadagnato la seconda lega con 23 vittorie su 26 gare, l'anno successivo vince la coppa della città di Cracovia, nel 2004-2005 guadagna l'accesso alla Ekstraklasa dove si classificherà ottava al suo primo anno di partecipazione. Le due successive stagioni vedono la squadra polacca ottenere un nono ed un ottavo posto in campionato, mentre in coppa giunge nella stagione 2007-2008 il primo trofeo nazionale con la conquista della Coppa di Polonia.

## Rosa 2008-2009
| N. |                    | Ruolo | Calciatore          |
| -- | ------------------ | ----- | ------------------- |
| -  | Polonia (bandiera) | G     | Jakub Machlowski    |
| -  | Polonia (bandiera) | G     | Krzysztof Kusia     |
| -  | Polonia (bandiera) | G     | Tomasz Leśniak      |
| -  | Polonia (bandiera) | G     | Krzysztof Filipczak |
| -  | Polonia (bandiera) | G     | Krzysztof Marzec    |
| -  | Polonia (bandiera) | P     | Michał Słupek       |
| -  | Polonia (bandiera) | G     | Marcin Kossak       |

| N. |                    | Ruolo | Calciatore        |
| -- | ------------------ | ----- | ----------------- |
| -  | Polonia (bandiera) | G     | Robert Dąbrowski  |
| -  | Polonia (bandiera) | G     | Andrzej Zagata    |
| -  | Polonia (bandiera) | P     | Piotr Jamróz      |
| -  | Polonia (bandiera) | G     | Mariusz Badoń     |
| -  | Polonia (bandiera) | G     | Tomasz Stasiak    |
| -  | Polonia (bandiera) | G     | Dominik Mączyński |

## Palmarès
- Coppa di Polonia: 1
2008